# Signore & signori
Signore & signori è un film del 1966, diretto da Pietro Germi, vincitore del Grand Prix per il miglior film al 19º Festival di Cannes, ex aequo con Un uomo, una donna.
Si tratta di uno degli esiti più alti della commedia all'italiana degli anni sessanta e insieme a Divorzio all'italiana e Sedotta e abbandonata fa parte di una trilogia sulla società italiana e i suoi costumi oltre che essere presente nella lista dei 100 film italiani da salvare.

## Trama

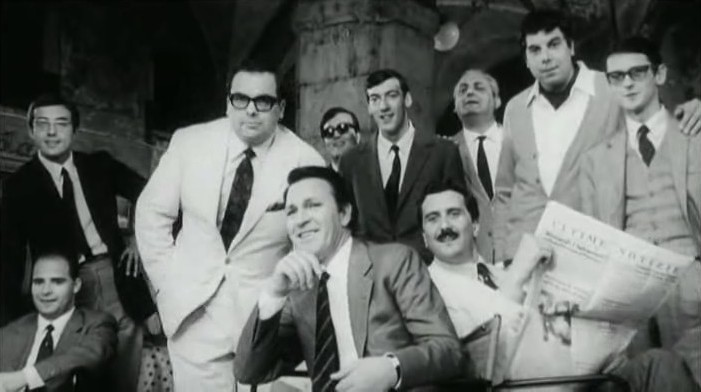
I "signori", in piazza, osservano e spettegolano sui passanti.

Il film è ambientato in un'imprecisata provincia veneta, che nell'insegna del giornale locale è indicata come Rezega (e le auto hanno un'immaginaria targa RZ). La trama è imperniata sulle vicende di una compagnia di commercianti e professionisti della medio-alta borghesia che, dietro un'impeccabile facciata di perbenismo, nasconde una fitta trama sottintesa di tradimenti reciproci.
Il dongiovanni Toni Gasparini, tanto ammirato quanto temuto dagli amici, confessa al dottor Castellan, medico nonché amico, di essere impotente ormai da molti mesi, per fargli abbassare la guardia nei confronti della giovane e vivace moglie Noemi. Il medico diffonde con insensibile leggerezza la confidenza nella cerchia degli amici, per il puro piacere del pettegolezzo, inconsapevole di assecondarne il piano. Al termine di una festa, Castellan, insieme agli altri, prosegue la nottata di divertimento in un night club e permette che sia proprio Toni ad accompagnare a casa Noemi. Quando uno degli amici, l’impiccione e logorroico Scarabello, incredulo della voce sull'impotenza di Gasparini, rivela di essere stato testimone dell'ultima avventura dell'uomo una decina di giorni prima, il dottore si precipita a casa, ma arriva troppo tardi per impedire che la disponibile moglie sia sedotta ed è costretto a nascondere quanto avvenuto, per salvare il proprio onore. Storica è la frase detta uscendo di casa: "e che resti fra noi", evidenziando quanto era importante per lui non passare per "béco", cioè "cornuto" in dialetto veneto (e nel nord-est in generale).

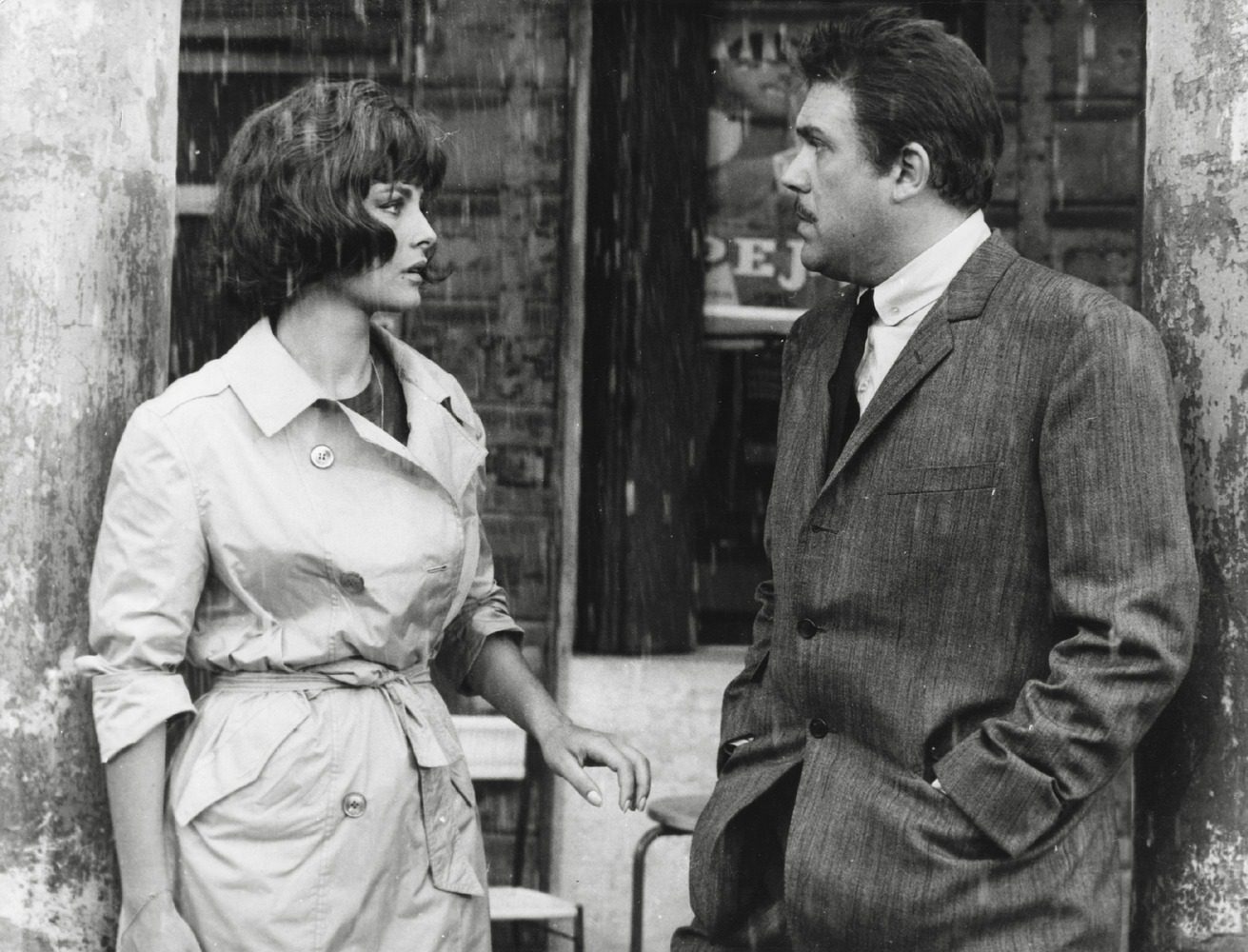
Una scena del film con Gastone Moschin e Virna Lisi

Il ragionier Osvaldo Bisigato, modesto impiegato di banca, afflitto da una moglie, Gilda, oppressiva e rancorosa, che gli rinfaccia costantemente fallimenti e mancanza di ambizioni, crede di poter iniziare una nuova vita scappando con Milena Zulian, la giovane e bella cassiera del bar frequentato da tutta la comitiva, che ricambia il suo interesse. Ma, mentre il tradimento è tacitamente consentito, la separazione non è socialmente accettabile, e così l'intera cittadina si coalizza contro di lui: la cugina della moglie (l'influente Ippolita, moglie di Gasparini), gli stessi "amici" o presunti tali; il datore di lavoro, il parroco e persino il comandante dei carabinieri: tutti a costringerlo a tornare sui suoi passi e mantenere l'illusione della sacralità dell'unione coniugale. Don Schiavon convince Milena a lasciare la città e Bisigato, dopo un tentativo di suicidio fallito e un ricovero in clinica, rientra nei ranghi sottomesso e rassegnato.
Alda Cristofoletto, una giovane e bella ragazza di campagna (definita bianca come el late e dura come el marmo dal venditore di scarpe Lino Benedetti), arrivata in città per fare acquisti, non passa inosservata agli occhi di un gruppo di amici donnaioli, che uno dopo l'altro approfittano della sua disponibilità. Ma il giorno dopo il contadino Bepi Cristofoletto, padre della ragazza, appena sedicenne, li denuncia tutti per corruzione di minore. Per evitare che la comunità sia segnata dallo scandalo del processo, mentre il "potentato" economico e le autorità religiose mettono a tacere la stampa locale (una serie di telefonate chiedono al cronista Tosato, di cancellare chi un nome, chi l'altro, finché nel pezzo non rimane nessun colpevole da citare), l'algida e calcolatrice Ippolita, moglie di uno degli accusati, convince l'ingenuo e onesto contadino Cristofoletto a ritirare la denuncia, offrendogli in cambio una cospicua somma di denaro e concedendoglisi, così soddisfacendo le proprie brame carnali e tenendo per sé (o meglio per i poveri) una cospicua parte del denaro raccolto per "l'intermediazione".

## Produzione

### Sceneggiatura

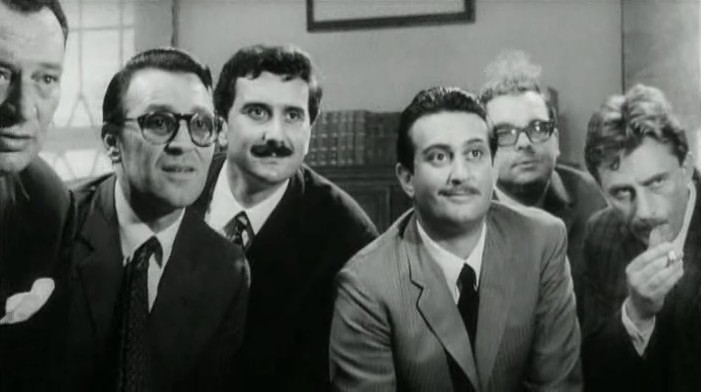
Gli amici co-protagonisti del terzo episodio.

Signore & signori è stata la terza e ultima collaborazione fra il regista Pietro Germi e lo sceneggiatore Luciano Vincenzoni, dopo Il ferroviere e Sedotta e abbandonata. Vincenzoni, intenzionato ad esordire nella regia con un film sulla provincia, partendo dagli spunti offertigli dalle storie personali di cui era stato testimone o aveva sentito raccontare nella natia Treviso, aveva raccolto un centinaio di pagine di appunti, fra cui spiccavano tre storie più sviluppate.
Germi, entusiasta del materiale raccolto dallo sceneggiatore, entrò nel progetto. Vincenzoni coinvolse poi anche Age & Scarpelli per avere il loro aiuto. Fu Ennio Flaiano a suggerire di evitare il tradizionale film a episodi e strutturarlo invece come un romanzo in tre capitoli, ma Vincenzoni non venne accreditato per il suo contributo alla scrittura del film in quanto litigò con Germi a Treviso durante le riprese del film. Vincenzoni abbandonò il set e uscì dalla società che aveva con Germi, società che produceva il film (come produzione esecutiva) insieme a quella di Robert Haggiag. Germi successivamente in alcune interviste sul film negò la paternità dell'idea a Vincenzoni. I due si riconciliarono solo molti anni dopo.

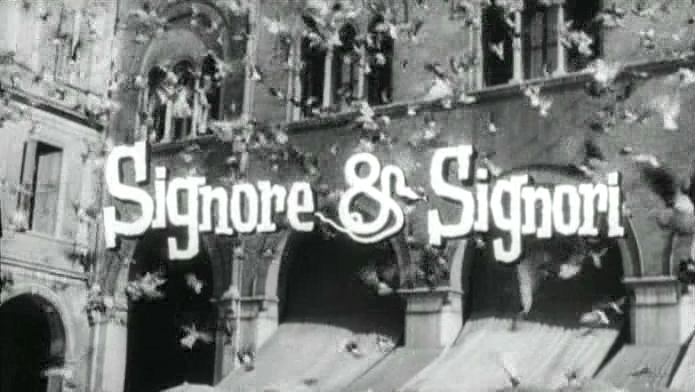
Titoli di testa del film

### Luoghi delle riprese
Gli esterni della pellicola sono stati girati a Treviso e provincia: si riconoscono Piazza dei Signori, via Calmaggiore, via San Nicolò, borgo Mazzini, via Roggia, via Sant'Agata, borgo Cavour, vicolo Avogari, riviera Santa Margherita, piazza Monte di Pietà, la stazione ferroviaria.
Altre scene sono state girate in Friuli, nel paese di Polcenigo e nella frazione di Gorgazzo.
Il terzo episodio è stato girato in gran parte nella Contrada Granda di Conegliano (Teatro Accademia, Osteria alla Stella e scalinata degli Alpini - piazza Cima e via XX Settembre).

## Distribuzione
Il film uscì in Italia il 10 febbraio 1966.

## Riconoscimenti
- Grand Prix al Festival di Cannes 1966, ex aequo con Un uomo, una donna.
- David di Donatello 1966: miglior regista e miglior produttore
- Nastri d'argento 1967: migliore sceneggiatura, migliore attore non protagonista (Gastone Moschin), migliore attrice non protagonista (Olga Villi)

## Critica
L’accoglienza di parte della critica fu, nonostante i riconoscimenti avuti all'epoca e nel corso del tempo, piuttosto fredda. Sulla scia di Georges Sadoul, che si limita a indicizzare il film nella scheda dedicata a Germi, considerato regista dal «moralismo facile e ambiguo», troviamo Daniela Ragazzoni che, a proposito di quello che colloca quale secondo film satirico dopo Sedotta e abbandonata, scrive che in Signore & signori Germi «non riesce a raggiungere l'efficacia del suo primo esperimento satirico». Gian Piero Brunetta, a proposito del film, parla di «ovvietà di molte osservazioni e delle soluzioni narrative ( [...] ) compensata da uno spirito distruttivo e da un'aggressività stilistica che al momento non trova confronti». Lo stesso Brunetta poi riporta un'osservazione di Ugo Casiraghi su l'Unità dell'11 febbraio 1966: «si ha continuamente l'impressione che caricando a occhi chiusi come un toro il regista sfondi porte aperte, anzi apertissime».
Tra le critiche provenienti oltre frontiera si trova quella di Mira Liehm, che giudica il film una evasiva e non impegnativa registrazione di una "dolce vita" di provincia. Lino Miccichè in compenso dedica al film un intero volume, Signore & signori di Pietro Germi: uno sguardo ridente sull'ipocrisia morbida Inoltre, così Vittorio Gassmann in un'occasione ha parlato del  regista: «Io e Risi, che pure non facevamo parte della sua ristretta corte di amicizie, lo abbiamo sempre saputo: era il migliore di tutti».

## Restauro
Nel 1998 il film è stato restaurato dalla Dear Cinestudi, in collaborazione con la Fondazione Scuola Nazionale di Cinema - Cineteca Nazionale, grazie all'intervento dell'Associazione Philip Morris Progetto Cinema. Il restauro è stato diretto da Giuseppe Rotunno, con la consulenza storica al restauro della fotografia di Aiace Parolin e l'assistenza tecnica di Carlo Cotta.
Il film è stato inoltre selezionato tra i 100 film italiani da salvare.